# Corsier
Corsier is een gemeente en plaats in het Zwitserse kanton Genève.
Corsier telt 1713 inwoners.